# Tropical FM (Lisboa)
Tropical FM é uma emissora de rádio com sede em Lisboa, capital de Portugal. Opera no dial FM, na frequência 95.3 MHz, sob propriedade dos empresários brasileiros Eduardo Barbetti e Francisco Oliveira.

## História
No final do ano 2000, os empresários brasileiros Eduardo Barbetti e Francisco Oliveira adquirem a frequência 95.3 MHz e no mês de novembro, lançam a Tropical FM em fase experimental. Inaugurada oficialmente no dia 15 de novembro, a Tropical FM investia numa programação popular que pudesse atingir a todas as faixas etárias. Segundo Francisco Oliveira, a nova emissora não iria concorrer com as demais, mas iria "preencher uma lacuna no mercado da música latina" em Portugal. A Tropical FM reservava boa parte de sua programação para a música brasileira.
Em junho de 2018, a 95.3 MHz deixa de operar como Tropical FM e muda drasticamente a sua programação, passando a transmitir somente seleções de canções da MPB. Posteriormente, começaram a ser veiculadas chamadas de estreia da NovaBrasil FM na frequência. Também foi realizada uma divulgação no Brasil, com anúncio de página inteira publicado pelo jornal Folha de S.Paulo. A estreia oficial ocorreu em 25 de junho e contou com entrevistas de Zé Ricardo (diretor artístico do Palco Music Valley do Rock in Rio Lisboa e do Palco Sunset do Rock in Rio) e da dupla Anavitória. No fim de janeiro de 2019, a rede encerra a afiliação com a emissora, que volta a se chamar Tropical FM. No entanto, a programação continua segmentada na MPB e parte da programação da fase NovaBrasil FM é adaptada para a Tropical.